# More (album)
More je studijski album splitske skupine More, kojeg 1974. godine objavljuje diskografska kuća Jugoton.

## Popis pjesama

### A strana
1. "More" (5:50)
2. "Sve moje želje" (2:37)
3. "To je dug put" (3:22)
4. "Dok traje pjesma" (3:36)
5. "Aerodrom" (5:03)

### B strana
1. "On je moj bol" (4:34)
2. "Jutro" (5:31)
3. "Budim se" (4:21)
4. "Horizont" (4:10)

## Izvođači
- Meri Cetinić - Prvi vokal, glasovir
- Slobodan M. Kovačević - Fender bas, vokal
- Antonija Gerzelj - Drugi vokal
- Tonči Dellazota - električna i akustična gitara, vokal
- Dragoljub Milo Vasić - Bubnjevi
- Zvonko Boldin - Hammond orgulje, Hohner električni klavir, flauta, konge

Skladbu "More" snimili:
- Meri Cetinić - Solo vokal, klavir
- Slobodan M. Kovačević - Bas gitara
- Dalibor Jurašin - Akustična gitara
- Vjekoslav Benzon - Bubnjevi
- Oliver Dragojević, Mare Marinković, Dalibor Jurašin, Slobodan M. Kovačević - prateći vokali

- U skladbi "Aerodrom" - na bubnjeve svira Vjekoslav Benzon.

### Produkcija
- Skladatelji - Meri Cetinić (skladbe: A2, A3), Slobodan M. Kovačević (skladbe: A1, B1, B4)
- Aranžer - Meri Cetinić, Slobodan M. Kovačević
- Fotografija - Pero Dragičević

## Vanjske poveznice
- Discogs - Recenzija albuma